# Бернгард, Ванда Антоновна

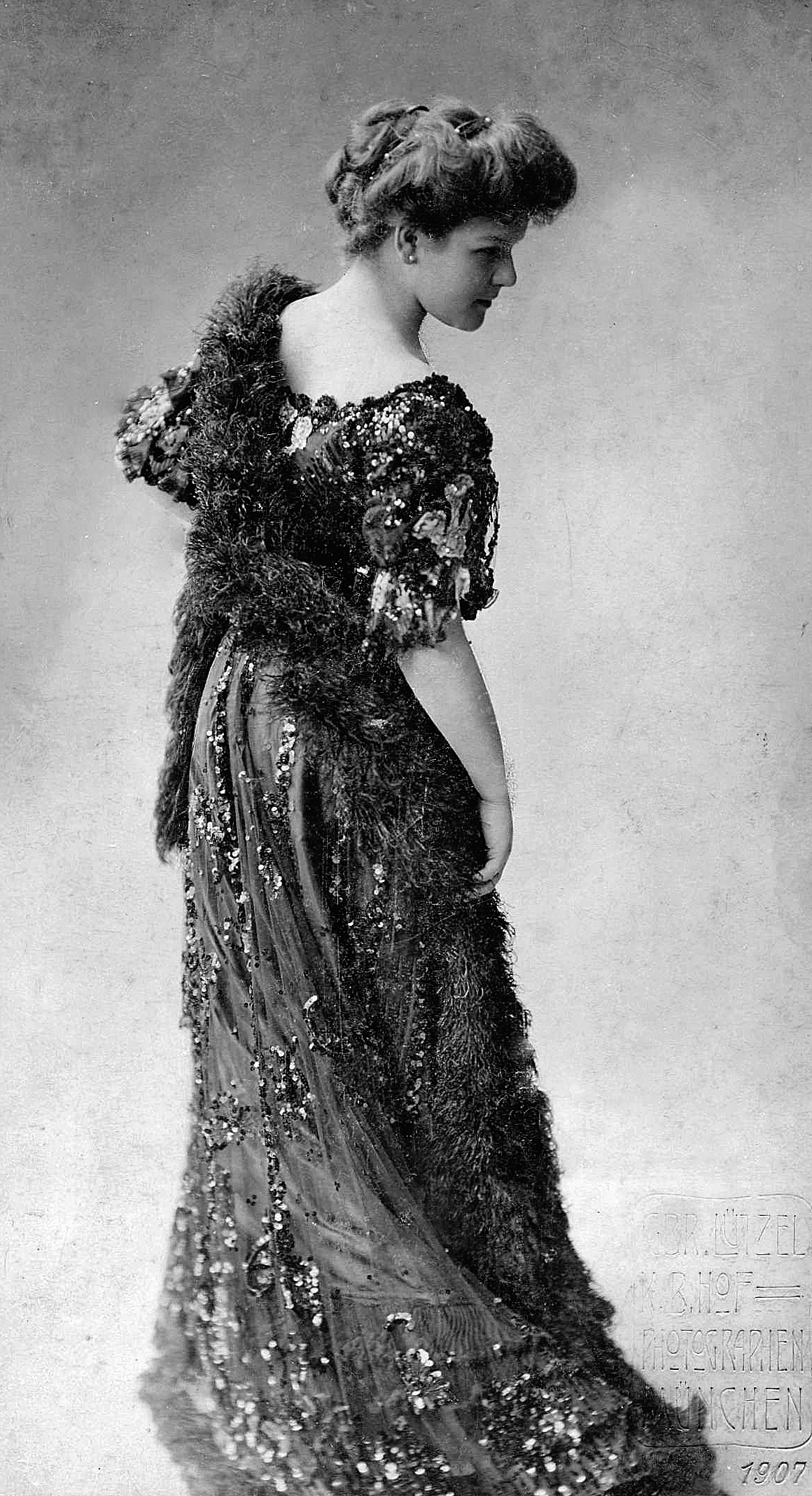

Ванда Антоновна Бернгард-Тшаска (нем. Wanda von Bernhard, урождённая Тшаска, пол. Trzaska; 7 января 1879, Плешен, провинция Позен, Пруссия — 15 февраля 1958, Свердловск, РСФСР, СССР) — российская пианистка и музыкальный педагог польского происхождения. Мать художника Олега Бернгарда.

## Биография
Родилась 7 января 1879 года в городе Плешене провинции Позен Королевства Пруссии (ныне — город Плешев, Великопольское воеводство, Польша).
Окончила Мюнхенскую высшую школу музыки (1902), ученица Бернгарда Ставенхагена и Бертольда Келлермана. В первом десятилетии XX века интенсивно концертировала по Германии, Австрии, Италии, Франции как солистка и в ансамбле со скрипачом Феликсом Бербером; в Вене исполнила Пятый фортепианный концерт Людвига ван Бетховена с Венским Тонкюнстлер-оркестром. Критик Рудольф Луис отмечал её «крепкий талант и изрядное мастерство». Особенную популярность приобрела как исполнительница произведений Фридерика Шопена.
В 1908 году вышла замуж за Эдгара Бернгарда, русского художника немецкого происхождения, учившегося в Мюнхенской академии художеств. В 1909 году в семье родился сын — Олег Бернгард, впоследствии ставший известным художником-пейзажистом.
С началом Первой мировой войны над Бернгардом как гражданином Российской империи нависла угроза интернирования, в связи с чем семья Бернгардов через Швейцарию, Францию, Англию и Норвегию отбыла в Петроград. Отсюда по приглашению директора Екатеринбургского музыкального училища Б. М. Лазарева отправилась с концертами в Екатеринбург.
В итоге Бернгарды остались в Екатеринбурге, а Ванда Антоновна с января 1917 года стала преподавать игру на фортепиано в Екатеринбургском музыкальном училище.
Скончалась 15 февраля 1958 года в Екатеринбурге, похоронена на Михайловском кладбище.